# Edmond Leka
Edmond Leka (ur. 14 marca 1964 we Wlorze) – albański inżynier, poseł do Zgromadzenia Albanii z ramienia Socjalistycznej Partii Albanii.

## Życiorys
W 1988 ukończył studia elektrotechniczne na Politechnice Tirańskiej, następnie przez trzy lata pracował jako inżynier w przedsiębiorstwach we Wlorze i w Durrësie. W latach 1991–2000 przebywał na emigracji w Grecji.
Po powrocie do Albanii odbył studia prawnicze, które ukończył w 2011 roku, jednocześnie w latach 2007-2010 był prezesem Izby Przemysłowo-Handlowej Okręgu Wlora. W 2016 roku uzyskał tytuł magistra nauk administracyjnych na Uniwersytecie we Wlorze.
W latach 2012–2016 był przewodniczącym struktur Socjalistycznej Partii Albanii w okręgu Wlora.
Od 2016 roku jest deputowanym do Zgromadzenia Albanii z ramienia Socjalistycznej Partii Albanii. W 2017 roku w wyniku wyborów parlamentarnych uzyskał reelekcję].
Deklaruje znajomość języka greckiego i języka włoskiego.